# Chieko Asakawa
Chieko Asakawa (浅川 智恵子 Asakawa Chieko?) (浅川 智恵子, Asakawa Chieko?) es una informática japonesa ciega, conocida por su trabajo en IBM Research de Tokio sobre accesibilidad. Un plug-in para el navegador Netscape que ella desarrolló (IBM Home Page Reader) se convirtió en el sistema más usado de lectura automática de páginas web. Ha recibido numerosos premios de gobiernos y de la industria.

## Educación y carrera
Asakawa nació con vista normal, pero después de que se hiriera en el nervio óptico en un accidente de natación a los 11 años,  empezó a perder la vista, y con 14 años era plenamente ciega. Consiguió en 1982 el grado en literatura inglesa en la Universidad Otemon Gakuin de Osaka y entonces empe zó un curso de dos años sobre programación de ordenadores para personas ciegas utilizando un "Optacon" para traducir de texto escrito a sensación táctil. En 1984 consiguió un contrato eventual en IBM Research, contrato que se convirtió en fijo un año más tarde. En 2004 consiguió el doctorado en ingeniería por la Universidad de Tokio.

## Contribuciones
Los proyectos de investigación Asakawa han incluido entre otros el desarrollo de un procesador de texto para documentos en Braille, el desarrollo de una biblioteca digital para documentos Braille, el desarrollo de un mecanismo de navegación web más adecuado para personas ciegas, y el desarrollo de un sistema que permitía a diseñadores web no ciegos el experimentar la web como lo hacen las personas ciegas. En 1997 su plug-in de navegación se convirtió en un producto de IBM, el lector IBM Home Page Reader, y a los cinco años era el sistema más ampliamente utilizado para la lectura de páginas web.
Más recientemente también ha estudiado el control accesible de contenido multimedia, los cambios tecnológicos y sociales que permitirían a personas maduras trabajar más años antes de retirarse, y el desarrollo de tecnología que haría el mundo físico más accesible para personas ciegas.

## Premios y honores
- En 2003 Asakawa ingresó en la llamada Women in Technology International Hall of Fame.[9]
- En 2009, fue nombrada Socia de IBM , el honor superior para los empleados de IBM, siendo la quinta persona japonesa y primera mujer japonesa en obtener ese honor.[10][11]
- En 2011 el Instituto Anita Borg para Mujeres y Tecnología le concedió su Premio Mujeres de Visión.[12][13]
- En 2012 fue la conferenciante invitada en la Cuarta Conferencia Internacional sobre Desarrollo de Software para promocionar la Accesibilidad y Lucha contra la Info-Exclusión (DSAIE 2012).[7]
- En 2013 el gobierno japonés le otorgó su Medalla de Honor con Ribón Morado.[3]
- El artículo escrito por ella y Takashi Itoh en 1998 describiendo su trabajo sobre las interfaces de usuario web para personas ciegas era el ganador del Premio de Impacto en ACM 2013 SIGACCESS.[14]